# Банк завдань
Банк завда́нь (англ. item bank) або банк пита́нь (англ. question bank) — це термін, який використовують для позначення сховища тестових завдань, що належать до програми тестування, а також усієї інформації, пов'язаної з цими завданнями. У більшості застосувань тестування та оцінювання завдання мають формат множинного вибору, хоча можливо використовувати будь-який формат. Завдання витягують із банку та призначають до тестових форм для публікації у вигляді тесту на папері або у вигляді е-оцінювання.

## Типи інформації
Банк завдань містить не лише текст кожного завдання, а й детальну інформацію, пов'язану з розробкою тестів та психометричними характеристиками завдань. До прикладів такої інформації належать:
- Автор завдання
- Дата створення
- Стан завдання (наприклад, нове, пілотне, активне, вилучене)
- Анґоффові ранги
- Правильна відповідь
- Формат завдання
- Статистики класичної теорії тестування
- Статистики теорії відгуку завдання
- Прив'язка до плану тесту
- Історія завдання (наприклад, дати використання та рецензії)
- Поля, визначені користувачем

## Програмне забезпечення банків завдань
Оскільки банк завдань, по суті, є простою базою даних, його можливо зберігати у програмному забезпеченні для роботи з базами даних або навіть в електронній таблиці, як-от Microsoft Excel. Проте існують кілька дюжин комерційно доступних програмних продуктів, спеціально розроблених для роботи з банками завдань. Їхні переваги пов'язані з оцінюванням. Наприклад, завдання відображаються на екрані комп'ютера так, як їх побачить іспитник, а параметри теорії відгуку завдання може бути переведено у функції відгуку або функції інформації завдання. Крім того, такі програми мають функціонал для публікування, як-от форматування набору завдань для друку у вигляді тесту на папері.
Деякі банки завдань також мають функції проведення тестування, наприклад, можливість організації е-оцінювання або обробки «бульбашкових» аркушів» відповідей.

## Приклади
В Індії популярним банком питань є Oswaal Question Bank, який охоплює всі індійські шкільні ради та вступні іспити, як-от CBSE, CISCE, Підготовчий університетський курс (ради штатів), а також JEE, NEET, CLAT і CUET.